# Línea 215 (EMT Madrid)
La línea 215 de la EMT de Madrid une el área intermodal de la Avenida de Felipe II con el Parque de Roma.

## Características
La línea 215 da servicio a la parte norte del barrio de la Estrella, situada en los márgenes del Parque de Roma. Une esta zona con el barrio de Ibiza y la Junta Municipal del distrito de Retiro.
Cuando la línea 15 prolongó su recorrido hasta La Elipa, se creó una variante (15 tachado con raya roja) que partía de la Avenida de Felipe II (a mitad del recorrido de la línea 15) y se desviaba al final de Alcalde Sainz de Baranda para atender la parte norte del barrio de Estrella. Con la reorganización de la nomenclatura debida a la instalación generalizada de teleindicadores electrónicos en lugar de tablillas, la variante de la línea 15 se convirtió en la línea 215, que sigue complementando a la 15 entre la Avenida de Felipe II y la calle Alcalde Sainz de Baranda aunque las frecuencias son diferentes.

## Horarios
| Lunes a viernes laborables |                            |                            |                            |                            |                            |                            |                            |                            |                            |                            |                            |                            |                            |                            |                            |                            |                            |                            |                            |                            |                            |                            |                            |                            |                            |                            |                            |                            |                            |                            |                            |                            |                            |                            |                            |
| Felipe II > Parque de Roma | Felipe II > Parque de Roma | Felipe II > Parque de Roma | Felipe II > Parque de Roma | Felipe II > Parque de Roma | Felipe II > Parque de Roma | Felipe II > Parque de Roma | Felipe II > Parque de Roma | Felipe II > Parque de Roma | Felipe II > Parque de Roma | Felipe II > Parque de Roma | Felipe II > Parque de Roma | Felipe II > Parque de Roma | Felipe II > Parque de Roma | Felipe II > Parque de Roma | Felipe II > Parque de Roma | Felipe II > Parque de Roma | Felipe II > Parque de Roma | Parque de Roma > Felipe II | Parque de Roma > Felipe II | Parque de Roma > Felipe II | Parque de Roma > Felipe II | Parque de Roma > Felipe II | Parque de Roma > Felipe II | Parque de Roma > Felipe II | Parque de Roma > Felipe II | Parque de Roma > Felipe II | Parque de Roma > Felipe II | Parque de Roma > Felipe II | Parque de Roma > Felipe II | Parque de Roma > Felipe II | Parque de Roma > Felipe II | Parque de Roma > Felipe II | Parque de Roma > Felipe II | Parque de Roma > Felipe II | Parque de Roma > Felipe II |
| 06                         | 07                         | 08                         | 09                         | 10                         | 11                         | 12                         | 13                         | 14                         | 15                         | 16                         | 17                         | 18                         | 19                         | 20                         | 21                         | 22                         | 23                         | 06                         | 07                         | 08                         | 09                         | 10                         | 11                         | 12                         | 13                         | 14                         | 15                         | 16                         | 17                         | 18                         | 19                         | 20                         | 21                         | 22                         | 23                         |
| 30                         | 00 40                      | 20                         | 00 20 40                   | 00 20 40                   | 00 20 40                   | 00 20 40                   | 00 20 40                   | 20                         | 00 40                      | 20 40                      | 00 20 40                   | 00 20                      | 00 40                      | 20                         | 00 40                      | 20                         | 00 30                      | 15 45                      | 20                         | 00 40                      | 00 20 40                   | 00 20 40                   | 00 20 40                   | 00 20 40                   | 00 20 40                   | 00 40                      | 20                         | 00 20 40                   | 00 20 40                   | 00 40                      | 20                         | 00 40                      | 20                         | 00 40                      | 15                         |
| Sábados laborables         |                            |                            |                            |                            |                            |                            |                            |                            |                            |                            |                            |                            |                            |                            |                            |                            |                            |                            |                            |                            |                            |                            |                            |                            |                            |                            |                            |                            |                            |                            |                            |                            |                            |                            |                            |
| Felipe II > Parque de Roma | Felipe II > Parque de Roma | Felipe II > Parque de Roma | Felipe II > Parque de Roma | Felipe II > Parque de Roma | Felipe II > Parque de Roma | Felipe II > Parque de Roma | Felipe II > Parque de Roma | Felipe II > Parque de Roma | Felipe II > Parque de Roma | Felipe II > Parque de Roma | Felipe II > Parque de Roma | Felipe II > Parque de Roma | Felipe II > Parque de Roma | Felipe II > Parque de Roma | Felipe II > Parque de Roma | Felipe II > Parque de Roma | Felipe II > Parque de Roma | Parque de Roma > Felipe II | Parque de Roma > Felipe II | Parque de Roma > Felipe II | Parque de Roma > Felipe II | Parque de Roma > Felipe II | Parque de Roma > Felipe II | Parque de Roma > Felipe II | Parque de Roma > Felipe II | Parque de Roma > Felipe II | Parque de Roma > Felipe II | Parque de Roma > Felipe II | Parque de Roma > Felipe II | Parque de Roma > Felipe II | Parque de Roma > Felipe II | Parque de Roma > Felipe II | Parque de Roma > Felipe II | Parque de Roma > Felipe II | Parque de Roma > Felipe II |
| 06                         | 07                         | 08                         | 09                         | 10                         | 11                         | 12                         | 13                         | 14                         | 15                         | 16                         | 17                         | 18                         | 19                         | 20                         | 21                         | 22                         | 23                         | 06                         | 07                         | 08                         | 09                         | 10                         | 11                         | 12                         | 13                         | 14                         | 15                         | 16                         | 17                         | 18                         | 19                         | 20                         | 21                         | 22                         | 23                         |
| 30                         | 00 40                      | 20                         | 00 40                      | 20                         | 00 40                      | 20                         | 00 40                      | 20                         | 00 40                      | 20                         | 00 40                      | 20                         | 00 40                      | 20                         | 00 40                      | 20                         | 00 30                      | 15 45                      | 20                         | 00 40                      | 20                         | 00 40                      | 20                         | 00 40                      | 20                         | 00 40                      | 20                         | 00 40                      | 20                         | 00 40                      | 20                         | 00 40                      | 20                         | 00 40                      | 15                         |
| Domingos y festivos        |                            |                            |                            |                            |                            |                            |                            |                            |                            |                            |                            |                            |                            |                            |                            |                            |                            |                            |                            |                            |                            |                            |                            |                            |                            |                            |                            |                            |                            |                            |                            |                            |                            |                            |                            |
| Felipe II > Parque de Roma | Felipe II > Parque de Roma | Felipe II > Parque de Roma | Felipe II > Parque de Roma | Felipe II > Parque de Roma | Felipe II > Parque de Roma | Felipe II > Parque de Roma | Felipe II > Parque de Roma | Felipe II > Parque de Roma | Felipe II > Parque de Roma | Felipe II > Parque de Roma | Felipe II > Parque de Roma | Felipe II > Parque de Roma | Felipe II > Parque de Roma | Felipe II > Parque de Roma | Felipe II > Parque de Roma | Felipe II > Parque de Roma | Felipe II > Parque de Roma | Parque de Roma > Felipe II | Parque de Roma > Felipe II | Parque de Roma > Felipe II | Parque de Roma > Felipe II | Parque de Roma > Felipe II | Parque de Roma > Felipe II | Parque de Roma > Felipe II | Parque de Roma > Felipe II | Parque de Roma > Felipe II | Parque de Roma > Felipe II | Parque de Roma > Felipe II | Parque de Roma > Felipe II | Parque de Roma > Felipe II | Parque de Roma > Felipe II | Parque de Roma > Felipe II | Parque de Roma > Felipe II | Parque de Roma > Felipe II | Parque de Roma > Felipe II |
| 06                         | 07                         | 08                         | 09                         | 10                         | 11                         | 12                         | 13                         | 14                         | 15                         | 16                         | 17                         | 18                         | 19                         | 20                         | 21                         | 22                         | 23                         | 06                         | 07                         | 08                         | 09                         | 10                         | 11                         | 12                         | 13                         | 14                         | 15                         | 16                         | 17                         | 18                         | 19                         | 20                         | 21                         | 22                         | 23                         |
|                            | 40                         | 20                         | 00 40                      | 20                         | 00 40                      | 20                         | 00 40                      | 20                         | 00 40                      | 20                         | 00 40                      | 20                         | 00 40                      | 20                         | 00 40                      | 20                         | 00 30                      |                            | 20                         | 00 40                      | 20                         | 00 40                      | 20                         | 00 40                      | 20                         | 00 40                      | 20                         | 00 40                      | 20                         | 00 40                      | 20                         | 00 40                      | 20                         | 00 40                      | 15                         |

## Recorrido y paradas

### Sentido Parque de Roma
La línea inicia su recorrido en la calle Narváez, junto a la intersección con la Avenida de Felipe II, cerca de la estación de Goya.
Recorre esta calle hasta la intersección con la calle Alcalde Sainz de Baranda, por la que circula a continuación hasta la intersección con la calle Juan Esplandiú, por la que se desvía recorriéndola hasta llegar frente al número 3, donde tiene su cabecera.
| Código | Parada                                          | Común con        | Conexiones con Metro | Otros |
| ------ | ----------------------------------------------- | ---------------- | -------------------- | ----- |
| 5298   | FELIPE II (C/ Narváez)                          |                  | Goya                 |       |
| 2154   | O Donnell-Narváez                               | 15 26 61 63 C1   |                      |       |
| 2156   | Narváez-Ibiza                                   | 2 15 26 61 63 C1 | Ibiza                |       |
| 2158   | Sáinz de Baranda-Narváez                        | 2 15             |                      |       |
| 2160   | Sáinz de Baranda-Maiquez                        | 2 15             |                      |       |
| 2162   | Metro Sáinz de Baranda                          | 2 15             | Sainz de Baranda     |       |
| 2164   | Marqués de Lozoya                               | 15               |                      |       |
| 4359   | Juan Esplandiú-Sáinz de Baranda                 |                  |                      |       |
| 4361   | Juan Esplandiú 9                                |                  |                      |       |
| 4363   | PARQUE ROMA (C/ Juan Esplandiú frente al N.º 3) |                  |                      |       |

### Sentido Avenida de Felipe II
La línea inicia su recorrido en la calle Juan Esplandiú, junto al número 3, dirigiéndose por esta calle hacia el norte con un recorrido idéntico a la ida pero en sentido contrario hasta llegar a la intersección de la calle Narváez y la Avenida de Felipe II, donde circula por esta Avenida, gira a la derecha por la calle de Alcalá y de nuevo a la derecha por Narváez, donde tiene su cabecera.
| Código | Parada                                          | Común con      | Conexiones con Metro | Otros |
| ------ | ----------------------------------------------- | -------------- | -------------------- | ----- |
| 4363   | PARQUE ROMA (C/ Juan Esplandiú frente al N.º 3) |                |                      |       |
| 4365   | Juan Esplandiú 4                                |                |                      |       |
| 4362   | Juan Esplandiú 9                                |                |                      |       |
| 4360   | Juan Esplandiú-Sáinz de Baranda                 |                |                      |       |
| 2165   | Marqués de Lozoya                               | 15             |                      |       |
| 2163   | Metro Sáinz de Baranda                          | 15             | Sainz de Baranda     |       |
| 2161   | Sáinz de Baranda-Maiquez                        | 15             |                      |       |
| 2159   | Sáinz de Baranda-Narváez                        | 15             |                      |       |
| 2157   | Narváez-Ibiza                                   | 15 26 61 63 C2 | Ibiza                |       |
| 2155   | O Donnell-Narváez                               | 15 26 61 63 C2 |                      |       |
| 5034   | Felipe II (solo descenso de viajeros)           | 15 29 E2 E3    | Goya                 |       |
| 5298   | FELIPE II (C/ Narváez)                          |                | Goya                 |       |